# Alícia Guri i Canivell
Alícia Guri y Canivell (Barcelona, 28 de julio de 1929 - Premià de Mar, 23 de abril de 2020) fue una jugadora de tenis y de tenis de mesa española. Los primeros años de vida transcurrieron en Barcelona pero durante el conflicto bélico su familia se trasladó a vivir al municipio de Argentona, donde de la mano de su padre, gran aficionado a los deportes, se inició en la natación, la hípica y el tenis. Posteriormente, en plena posguerra, volvieron a Barcelona donde fue a la escuela de las Esclavas de Sagrado Corazón y los jueves por la tarde asistía a clases particulares de tenis en el Real Club de Tenis del Turó y el fin de semana iba a caballo, tanto en un picador de la Bonanova como en la casa de veraneo de Argentona.
Las primeras competiciones de tenis que realizó fueron de carácter local pero con su habilidad fue escalando categorías hasta llegar a la máxima división estatal.

## Trayectoria
Fue jugadora del Club Tenis Barcino. Fue campeona de España en dobles femeninos junto a Pilar Barril desde el año 1951 hasta el 1958, y tres veces Campeona en dobles mixtos junto con Emilio Martínez. A nivel individual ganó el Torneo Conde de Godó el 1953, y el Campeonato de España el 1959 después de haber perdido 4 finales seguidas contra Pilar Barril. También ganó varios campeonatos de Cataluña.  Participó en torneos internacionales como los de Roma, Wimbledon (1958-59), Portugal, Suiza y campeonatos estatales con participación internacional.
También practicó el tenis de mesa donde ganó diecinueve títulos estatales, tres individuales (1954, 1955, 1956) y nuevo consecutivos por equipos (1953-61), los dos primeros con el Club Mayda y los otros siete con el CT Barcino. En los Campeonatos de Cataluña ganó 14 títulos, 6 por equipos con el Barcino, 6 en dobles y 2 en mixtos. Fue miembro del primer equipo español femenino que participó en un Campeonato del Mundo (1959).
Se casó con 31 años y después del nacimiento de su hijo, vivieron un par de años en Canadá donde dio clases de tenis y posteriormente se trasladaron durante 28 años a Andorra donde siguió con las clases que ya había iniciado en su periodo canadiense. Después de la muerte del marido, volvió a Barcelona donde siguió jugando a tenis hasta los 79 años, edad con la que se retiró de la práctica deportiva.
Le fue concedida la Medalla de Plata del Ayuntamiento de Barcelona en las disciplinas de tenis y tenis de mesa.